# 凶船 (遊戲)
《凶船》，後來更名為「凶船︰兇殺派對」，是由Outerlight用威爾烏的Source引擎開發的一款第一人稱射擊遊戲。這款遊戲於2006年七月11日問世，九月在Steam上向歐洲區以及澳洲區開放，2007年四月10日向美洲開放。「凶船」的遊戲概念最初是在2004年作為戰慄時空2的遊戲模組實作。
遊戲背景是1920年代的娛樂郵輪。每位玩家都會被指定一位目標，在沒有目擊者的情況下兇殺該目標，並同時避開針對自己的暗殺來獲取金錢。

## 劇情
名為X先生（Mr. X）的男人發出了許多張他名下的豪華郵輪的免費船票。鮮有乘客知道他們即將落入他迂迴的陷阱當中。所有的乘客都需要追查並暗殺其他乘客。如果有乘客拒絕，他就會被X先生給殺掉。

## 玩法

### 多人遊戲
每一位玩家都會被賦予用來識別的暱稱，讓其他人更難區別玩家和NPC。所有玩家都會被指定暗殺目標，而且會永遠知道該目標最後出沒的公開位置。但是殺手必須要和目標交談過才能知道其長相。
遊戲中有各式各樣可以用來兇殺的武器，根據該武器的擊殺難度以及使用次數，殺手在完成目標後會獲得不等的獎勵金額。如果有玩家擊殺目標以外的對象，會根據伺服器設定上繳罰金。此外，如果銀行的存款負債達到一定數字，將會被伺服器踢出。在船上可以尋找到各種武器，包括信號槍、消防斧、槍枝、刀、劍、鐵撬（上面寫著「被自由人使用」，是來自於戰慄時空系列的梗）甚至是祕密陷阱，像是掉進救生艇、桑拿、冷凍庫，以及旋轉60度的甲板。
如果玩家在守衛或是監視器前面掏出武器，或是被目擊者看到，他們就會被送進監獄。右下角的眼睛圖示會告訴玩家是否有其他人在看著他；如果有警備系統在盯著他們，圖示會呈現紅色，反之為綠色。擅闖重要地點並待在裡面一段時間會被罰款，如果無錢可罰則會坐牢。可以賄賂守衛，讓他無視你掏出武器。
和模擬市民相仿，所有人都有八種生理需求，包括進食、飲水、睡眠、閱讀、洗澡及大小便。部份需求會造成減益效果，像是缺乏睡眠會讓玩家在某處昏厥，而缺乏飲食則會致命。如果玩家不滿足需求而死，會收到1000元的罰款。玩家可以去餐廳用餐、淋浴、與其他玩家交談來滿足需求。這讓玩家即使已經不需要攻擊他人，也要提防來自其他玩家的襲擊。

## 迴響
凶船收到了各評論家的好評，並在Metacritic獲得78分，沒有任何負評。評論稱讚了遊戲的創新程度以及給予玩家的享受，但對於遊戲中不穩定的部份希望能改善和修復。玩家的評價略低於前述評價。

## 精神續作
2010年九月，育碧和Outerlight宣佈正在開發Bloody Good Time，並於2010年10月28日和29日分別於Xbox Live Arcade和Windows推出。
該遊戲的風格和遊戲方式與本作非常相似。一位神秘的X先生（這次他的身份變成了英國導演）邀請了許多人來互相殘殺或完成特定任務。

## 高畫質重製版
2011年11月，開發商熾天格里芬（Blazing Griffin）從即將解散的Outerlight手中買下版權。熾天格里芬募款開發一款名為凶船︰萬馬奔騰（The Ship: Full Steam Ahead）的系列續作。幾個月後，該遊戲因募資不足（$29,657／$208,000）而宣告難產，不過可以在Steam綠光上面看到。
這系列看起來像是《凶船》的高畫質重製版，取名為「凶船︰重製」。要推出一款新遊戲是因為當初從Outerlight手中買下這款遊戲的時候，並沒有一同買下Source引擎的原始碼的編輯權，因此無法合法修改遊戲內容。
《凶船︰重製》在2016年二月15日於Steam Early Access上推出。

## 外部連結
- 官方网站